# 홀릭 2
《홀릭2》는 이엑스큐브에서 개발하고 엠게임에서 서비스하는 MMORPG 게임이다.

## 세계관
과거, 신들의 대립을 상징하며 신의 전사로서 싸워온 자들이 있었다. 신들의 전쟁은 결말을 내지 못하고 종료되었으나 전쟁의 흔적은 곳곳에 남아 있게 되었다. 신의 힘을 받아 싸웠던 신의 전사들은 신의 힘이 사라짐과 함께 보통의 인간으로 돌아갔으며 신의 분신으로 싸웠던 기억도 메모라이트라는 보석에 함께 봉인되었다. 메모라이트는 주신의 손에 의해 작은 조각으로 부서져 세상 각지에 뿌려졌다. 지상에서 본 이 광경은 현실의 것이라고는 여겨지지 않는 환상적이고 아름다운 것이었으며, 후일 이 사건은 성야(聖野)라고 불리게 된다. 대립했던 신들은 대부분의 힘을 잃어버려 세상을 안정시키는 일 외에는 아무것도 할 수 없었지만 그럴수록 대립했던 신들에 대한 상호간 원망은 더욱 커져갈 뿐이었다. 신들은 미력하나마 남아있던 힘을 사용해 대변자가 될 자를 선택했다. 대변자로 선택된 두 명의 앙팡은 신의 사자였던 시절의 기억이 되돌아왔고 그녀들에게 신들은 사명을 내렸다. 이전에 신의 사자였던 자들에게 우리의 말을 전해라. 우리들의 힘을 봉인한 보석, 메모라이트를 모아라. 그러면 과거의 힘과 기억, 그리고 우리의 힘, 모든 것이 돌아오리라. 그리고 싸우는 것이다. 이단자를 멸하기 위해… 앙팡은 프리머스 유니온과 가나브 리베로 두 나라로 돌아가 신들의 말을 전하게 되는데…

## 진영

### 가나브 리베로
오래전부터 자연을 벗삼아 유랑 생활을 하던 이들이 하나 둘씩 모여 거대한 집합체를 이루었고 결국 5명의 원로가 추대되어 가나브 리베로라는 국가가 탄생했다.
이들은 주로 농사와 수렵을 통해 생계를 꾸려나갔고, 일부 성인들은 신비스러운 마법력으로 생활에 필요한 물품들을 창조해 내기도 했다.
이들은 아주 자유스럽고 창조적인 삶을 영위하고 있으며, 전장에서도 틀에 박힌 전투보다는 그때그때 창조적인 전략으로 상대를 당활케 하며 그 어떤 상황에서도 포기하지 않는 정신력으로 전장을 지배한다.

### 프리머스 유니온
수십여 개의 상인 연합들이 '바카반 카할'에 의해 하나로 통합되어 만들어진 나라인 프리머스 유니온은 세계의 교역과 생산의 중심지로 자리 잡고 있으며, 지금도 점점 그 세력을 확장해 가고 있다.
하지만 절대 권력을 중심으로 뭉쳤기에 자유스러움보다는 충성스러운 국가의 일원으로 엄격한 규율에 맞춰 살아가고 있다. 전장에서도 그들은 명예를 가장 중요시 여기며 절대 비겁하거나 야비한 방법의 전투를 구사하지 않는다.

## 종족
- 세네카: 신들이 자신의 모습을 본떠 창조해냈다고 알려진 종족.
- 코샤레: 대지의 품에서 태어난 요정족의 후예.
- 마츠카: 세계의 탄생과 더불어 불꽃 속에서 태어난 수랑족의 후예.